# Csobád megállóhely
Csobád megállóhely egy Borsod-Abaúj-Zemplén vármegyei vasúti megállóhely Csobád községben, a helyi önkormányzat üzemeltetésében. A belterület délkeleti szélén helyezkedik el, közúti elérését csak önkormányzati utak biztosítják.

## Vasútvonalak
Az állomást az alábbi vasútvonalak érintik:
- Felsőzsolca–Hidasnémeti-vasútvonal

## Kapcsolódó állomások
A vasútállomáshoz az alábbi állomások vannak a legközelebb:
- Halmaj vasútállomás (Miskolc-Tiszai vasútállomás, Felsőzsolca–Hidasnémeti-vasútvonal)
- Ináncs megállóhely (Hidasnémeti vasútállomás, Felsőzsolca–Hidasnémeti-vasútvonal)

## Forgalom
| Járat        | Útvonal | Gyakoriság |
| ------------ | --- | ---------- |
| személyvonat | Miskolc-Tiszai – Felsőzsolca – Onga – Szikszó-Vásártér – Szikszó – Aszaló – Halmaj – Csobád – Ináncs – Forró-Encs – Méra – Novajidrány – Hernádszurdok – Hidasnémeti | 2 óránként |